# Жинетт Петітпас Тейлор
Жинетт Петіпа-Тейлор (англ. Ginette Petitpas Taylor; (1960-ті , Дьєпп, Нью-Брансвік )) — канадський політичний і державний діяч. Член Ліберальної партії Канади. Член Палати громад Канади від виборчого округу Монктон — Ріверв'ю — Дьєпп з 2015 року. Чинний міністр офіційних мов Канади та міністр, відповідальний за Агентство можливостей Атлантичної Канади з 26 жовтня 2021 року. З 2017 до 2019 року обіймала посаду міністра охорони здоров'я.

## Життєпис
Жинетт Петітпас Тейлор виросла у місті Дьєпп у провінції Нью-Брансвік. Вродині вона була наймолодшою з дев'яти дітей.
Закінчила Монктонський університет з освітнім ступенем бакалавра в галузі соціальної роботи .
Працювала в Канадській асоціації психічного здоров'я (CMHA) в Сент-Джоні і пропрацювала 23 роки як соціальний працівник та координатор по роботі з потерпілими Королівської канадської кінної поліції (RCMP) в Монктоні. Протягом цього часу вона займалася кризовим консультуванням жертв злочинів, попередження домашнього насильства та оцінювала ризик домашнього насильства. Вона також працювала в Консультативному комітеті з громадської безпеки міста Монктона, який уповноважений міською радою Монктона у 1996 році активно впливати на співтовариство за допомогою профілактики злочинності та допомагати раді реагувати на проблемні питання у міру їх виникнення .
З 2004 по 2008 рік була головою Консультативної ради щодо становища жінок у Нью-Брансвіку. Була членом Коаліції за рівну оплату праці. Також долучалася волонтером до діяльності кількох громадських організацій, як на провінційному, так і на місцевому рівні, включаючи Коаліцію проти аб'юзу у відносинах (Coalition Against Abuse in Relationships) та місцевий комітет Канадської асоціації психічного здоров'я щодо запобігання самогубствам у Монктоні .
19 жовтня 2015 року Жинетт Петітпас Тейлор перемогла на виборах до Палати громад від Ліберальної партії Канади у виборчому окрузі Монктон-Ріверв'ю-Дьєпп. У лютому 2016 року була приведена до присяги як член Таємної ради королеви. Була переобрана до парламенту на виборах 2019 року, набравши 42 % голосів проти 23 % у найближчого опонента від Консервативної партії. Тоді ж увійшла до Ради з внутрішньої економіки.
З 30 січня по 28 серпня 2017 року — парламентський секретар міністра фінансів Канади .
У серпні 2017 року обійняла посаду міністра охорони здоров'я. Вона переобралась на федеральних виборах 2019 року та призначили заступником голови уряду (вдруге), а також членом Ради внутрішньої економіки. Знову переобралась на федеральних виборах 2021 року.
26 жовтня 2021 року Жинетт Петітпас Тейлор була призначена міністром офіційних мов Канади та міністром, відповідальним за Агентство можливостей Атлантичної Канади .